# Anna Ferens
Anna Ferens – polska reżyserka, scenarzystka filmowa i dziennikarka, autorka reportaży telewizyjnych, serii i filmów dokumentalnych.

## Życiorys
Ukończyła studia na Wydziale Nauk Politycznych i Studiów Międzynarodowych UW, uzyskując tytuł zawodowy magistra. Studiowała język serbsko-chorwacki na Uniwersytecie Warszawskim i zagadnienia reklamy we Francuskim Instytucie Zarządzania w Warszawie. Jurorka festiwalu filmowego Planete Doc Review (2010).
Weszła w skład komitetu wspierającego kandydaturę Karola Nawrockiego na prezydenta RP w wyborach w 2025.

## Filmografia
- Norwid. Światło i mrok, (1998)
- ...gdzie Bóg rozumie po polsku, (2002)
- Żydzi w powstaniu warszawskim, (2004)
- Gałęzie pewnego drzewa, (2004)
- Nowe życie Rizany, (2005)
- Zapoznam panią, (2005)
- Aliya daha! czyli słoniu idź! (2005)
- Odnaleziona droga, (2005)
- Czuły dotyk, (2005)
- Gdzie rosną poziomki, (2006)
- Errata do biografii, (2006–2010)
- Trzech kumpli, z Ewą Stankiewicz, (2008)
- Video niekontrolowane, (2009)
- Co mogą martwi jeńcy, (2010)
- Zobaczyłem zjednoczony naród (2011)

## Nagrody
- Nagroda „Beyond Borders” („Poza Granicami”) im. Krzysztofa Kieślowskiego (Nowojorski Festiwal Filmów Polskich, 7. edycja), w kategorii najlepszy film dokumentalny, za film Co mogą martwi jeńcy, 2011[5]
- III Nagroda, Festiwal Filmowy „Niepokorni, Niezłomni, Wyklęci” Przywracamy Pamięć 1944–1989, za film Co mogą martwi jeńcy, 2010[6]
- Nagroda główna na międzynarodowym festiwalu „RomaFictionFest” (Międzynarodowy Festiwal Produkcji Telewizyjnych w Rzymie), za film Trzech kumpli, 2009
- Nagroda im. Dariusza Fikusa w kategorii „Twórca w mediach”, za film Trzech kumpli, 2009
- Nagroda im. Andrzeja Woyciechowskiego, za film Trzech kumpli, 2008[7]
- Nagroda Główna Wolności Słowa Stowarzyszenia Dziennikarzy Polskich, za film Trzech kumpli, 2008
- Nagroda specjalna jury Festiwalu Filmu Polskiego w Chicago za Trzech kumpli, 2008[8]
- Nagroda publiczności Festiwalu Filmu Polskiego w Ann Arbor za Trzech kumpli, 2008[9]
- Laureatka Studenckich Nagród Dziennikarskich MediaTory 2008, w kategorii DetonaTOR – dla autora najgłośniejszego i najbardziej spektakularnego materiału za Trzech kumpli
- GRAND PRIX – Nagroda Dziennikarzy – za Trzech kumpli, Kraków 2008
- Nagroda w kategorii Publicystyka TV za Trzech kumpli, Kraków 2008
- Nagroda „Beyond Borders” („Poza Granicami”) im. Krzysztofa Kieślowskiego (4. edycja The New York Polish Film Festival), za film Gdzie rosną poziomki, 2008
- Złota Plakietka w kategorii dokumentu społecznego i politycznego, MFF Chicago, za film Zapoznam panią, 2007
- Wyróżnienie, Międzynarodowe Dni Filmu Dokumentalnego „Rozstaje Europy” w Lublinie, za film Żydzi w powstaniu warszawskim, 2006